# Денисов, Иван Григорьевич
Иван Григорьевич Денисов (25 декабря 1922 — 6 апреля 1995) — командир пулемётного расчёта 1348-го стрелкового полка (399-я стрелковая дивизия, 48-я армия, 2-й Белорусский фронт) сержант, участник Великой Отечественной войны, кавалер ордена Славы трёх степеней.

## Биография
Родился 25 декабря 1922 года в деревне Ивановка Сергачского уезда Нижегородской губернии, (до войны Болховского сельского совета Салганского района, ныне Васильевского сельсовета Сеченовского района Нижегородской области) в семье крестьянина. Русский. Окончил 4 класса. С 1936 года работал в колхозе имени Дзержинского. В 1939 году семья переехала на Дальний Восток, где на станции Куйбышевка-Восточная (ныне город Белогорск Амурской области), с 1935 года жил и работал отец. Трудовую деятельность начал в октябре 1939 года учеником слесаря паровозного депо станции Куйбышевка-Восточная, через полгода был переведён слесарем промывочного цеха.
В марте 1942 года был призван в Красную армию Куйбышевским райвоенкоматом. Службу начал на Дальнем Востоке, только в октябре 1943 года убыл на фронт. С января 1944 года воевал в составе 413-го стрелкового полка 73-й стрелковой дивизии пулемётчиком. Член ВКП(б)/КПСС с 1944 года.

### Подвиг
22, 28 января и 3 февраля 1944 года в боях за деревни Мольча и Сосновка (Паричский район Гомельской области, Белоруссия) красноармеец Денисов первым поднимался в атаку, стойко отражал контратаки противника. Пулемётным огнём уничтожил свыше 20 гитлеровцев, чем способствовал успешному наступлению пехоты.
Приказом командира 73-й стрелковой дивизии от 9 февраля 1944 года (№73/н) красноармеец Денисов Иван Григорьевич награждён орденом Славы 3-й степени.
К лету 1944 года сержант Денисов сражался в рядах 1348-го стрелкового полка 399-й стрелковой дивизии, командовал стрелковым отделением. 30 июня 1944 года в бою у деревни Сычково (Бобруйский район Могилёвской области, Белоруссия) сержант Денисов во главе стрелкового отделения первым ворвался в населённый пункт, где было истреблено до взвода гитлеровцев. Лично уничтожил 11 вражеских солдат.
Приказом по частям 399-й стрелковой дивизии от 5 июля 1944 года (№124/н) сержант Денисов Иван Григорьевич награждён орденом Славы 3-й степени (повторно, в наградном листе не было отметки о предыдущем награждении).
В одном из следующих боёв был ранен, после госпиталя в октябре 1944 года вернулся в свой полк. 13 октября 1944 года при отражении контратаки противника западнее деревни Ляски (Мокувский район, Варшавское воеводство, Польша) сержант Денисов заменил выбывшего из строя наводчика пулемёта и шквальным огнём уничтожил до 40 гитлеровцев. В октябре ранен второй раз. В госпитале лечился до декабря 1944 года.
Приказом по войскам 48-й армии от 5 ноября 1943 года № 604/н сержант Денисов Иван Григорьевич награждён орденом Славы 2-й степени.
После выздоровления направлен в 146-й запасной стрелковый полк 2-го Белорусского фронта и только в марте 1945 года вернулся в свою дивизию.

### После войны
В декабре 1945 года старший сержант Денисов был демобилизован. Вернулся домой. Вновь пришёл работать на паровозное депо станции Куйбышевка-Восточная, трудился учеником токаря, токарем. С июня 1961 года трудился монтажником Мостопоезда № 808 (ныне — ЗАО «Мостоотряд № 64»).
В январе 1962 года переехал в Ростов-на-Дону. Трудился токарем в совхозе Пригородный завода «Россельмаш», с 1965 года — грузчиком подсобного хозяйства 2-го треста столовых, затем механиком пушно-меховой базы. В 1975—1978 годах — токарем института «Гипротранс», с 1979 года — слесарем-сантехником в «ГипродорНИИ».
Указом Президиума Верховного Совета СССР от 22 января 1982 года приказ от 5 июля 1944 года был отменён и Денисов Иван Григорьевич награждён орденом Славы 1-й степени. Стал полным кавалером ордена Славы.
Жил в городе Ростов-на-Дону. Скончался 6 апреля 1995 года. Похоронен на Аллее Героев Северного кладбища (Ростов-на-Дону).

## Награды
- Орден Отечественной войны II степени
- Орден Славы 5.7.1944 награждён орденом Славы 3 степени, 22.01.82 перенаграждён орденом Славы 1 степени[4]
- Орден Славы 2-й степени (5.11.44)[5]
- Орден Славы 3-й степени (9.02.44)[6]
- Медаль «В ознаменование 100-летия со дня рождения Владимира Ильича Ленина» (6 апреля 1970)
- Медаль «За победу над Германией в Великой Отечественной войне 1941—1945 гг.» (9 мая 1945[7])
- Юбилейная медаль «Двадцать лет Победы в Великой Отечественной войне 1941—1945 гг.» (7 мая 1965[8])
- Юбилейная медаль «Тридцать лет Победы в Великой Отечественной войне 1941—1945 гг.»[9]
- Медаль «Ветеран труда»
- Медаль «30 лет Советской Армии и Флота»[10]
- Юбилейная медаль «40 лет Вооружённых Сил СССР»[11]
- Юбилейная медаль «50 лет Вооружённых Сил СССР» (26 декабря 1967[12])
- Юбилейная медаль «60 лет Вооружённых Сил СССР» (28 января 1978[13])
- Знак «25 лет победы в Великой Отечественной войне» (1970)
- ряд медалей

## Память
На Аллее Героев Северного городского кладбища установлен памятник Герою.